# 2018 en journalisme
Cet article présente les faits marquants de l'année 2018 en journalisme.

## Évènements
- Création du média d'investigation Disclose[1].
- 2 octobre : Assassinat du journaliste Jamal Khashoggi au consulat d'Arabie Saoudite à Instanbul, en Turquie[2].
- 22 décembre : En France, est adoptée une loi sur la lutte contre la manipulation de l'information[3].